# Комплекс плато и бассейна Фрейзера
Ко́мплекс плато́ и ба́ссейна Фре́йзера (англ. Fraser Plateau and Basin Complex) — экологический регион, выделяемый Всемирным фондом дикой природы. К нему относятся район среднего течения реки Фрейзер, которая пересекает северную часть Внутреннего плато Британской Колумбии. Экорегион ВВФ подходит под описание двух экорегионов экозоны горная цепь Министерства окружающей среды Канады: бассейн Фрейзера и плато Фрейзер. Значительная часть плато Фрейзер сложена из вулканических пород с крутыми эскарпами вдоль рек и ручьёв и почти плоской поверхностью.
Физиографически бассейн Фрейзера является частью более обширной провинции Северных плато, в свою очередь относящейся к физиографическому району межгорных плато.